# Saint-Bonnet-Briance
Saint-Bonnet-Briance település Franciaországban, Haute-Vienne megyében. Lakosainak száma 538 fő (2022. január 1.). Saint-Bonnet-Briance Glanges, Linards, Roziers-Saint-Georges, Saint-Denis-des-Murs, Saint-Genest-sur-Roselle és Saint-Paul községekkel határos.

## Népesség
A település népessége az elmúlt években az alábbi módon változott:
| Lakosok száma | 590  | 577  | 584  | 574  | 569  | 571  | 560  | 549  | 538  |
|               | 2013 | 2015 | 2016 | 2017 | 2018 | 2019 | 2020 | 2021 | 2022 |